# Narrows (Sveti Kristofor i Nevis)
Narrows je tjesnac koji razdvaja karipske otoke Sveti Kristofor i Nevis, u državi Sveti Kristofor i Nevis. U najužem dijelu je širok je 3 kilometra.

## Povijest
Tijekom godina primijećeno je da se riblji fond i općenito bioraznolikost u The Narrowsu pogoršavaju. Godine 1986. Zaklada za otočne resurse razvila je prijedlog morskih parkova za područje jugoistočnog poluotoka Sveti Kristofor.Godine 1998. Jedinica za upravljanje ribarstvom St. Kristofora izradila je prijedlog za pripremu Plana upravljanja za razvoj zaštićenih morskih područja. Godine 2006. Odjel za ribarstvo Nevisa izradio je prijedlog za upravljanje Narrowsom. Od 2019. razvija se novi poboljšani prijedlog upravljanja morskim upravljanim područjem Narrows (NMMA) u Sv. Kristoforu i Nevisu.